# Cattedrali in Papua Nuova Guinea
Questa è una lista delle cattedrali della Papua Nuova Guinea.

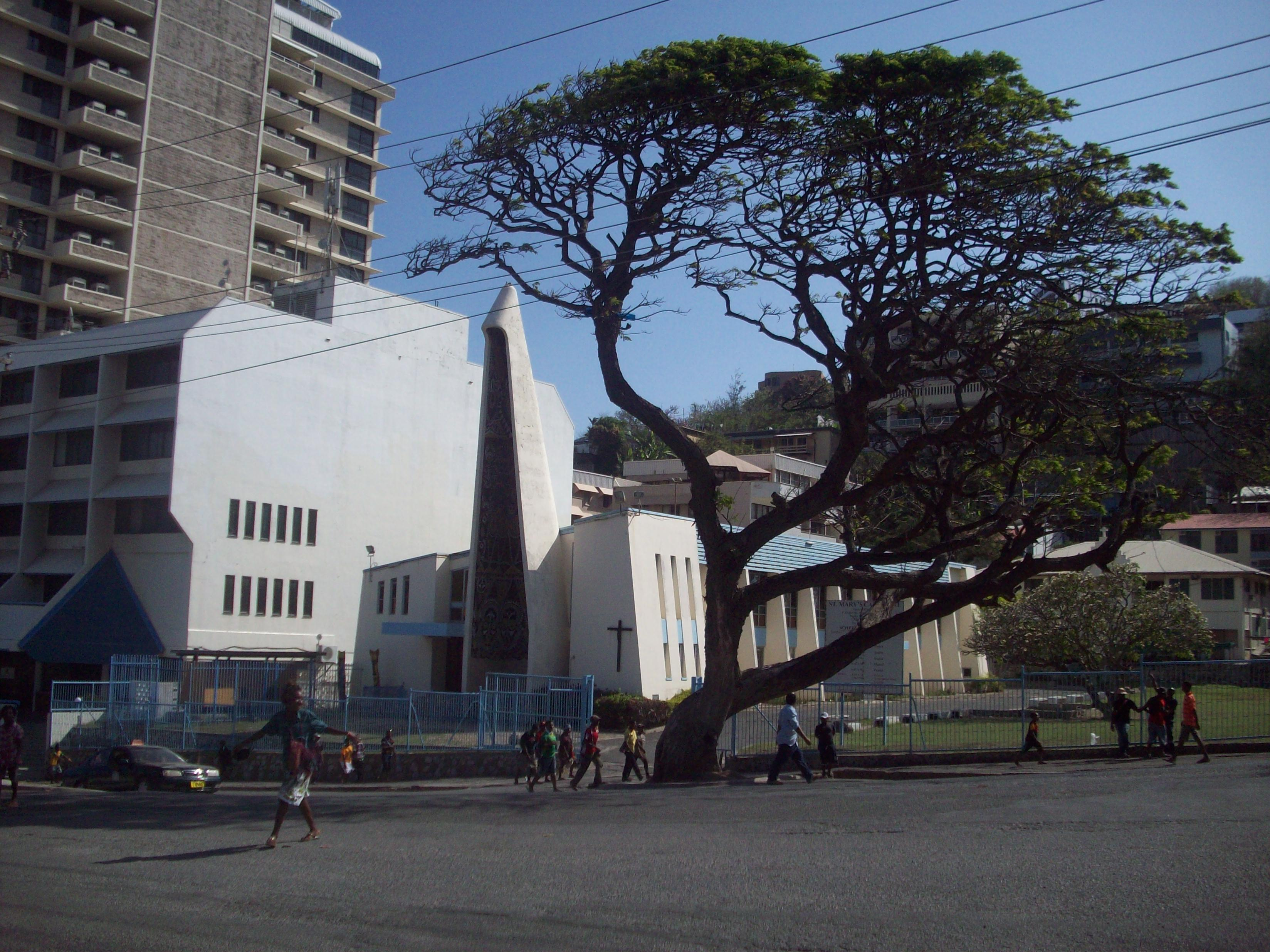
La cattedrale di Santa Maria a Port Moresby.

## Cattedrali cattoliche
| Cattedrale                                   | Arcidiocesi o Diocesi       | Località     |
| -------------------------------------------- | --------------------------- | ------------ |
| Cattedrale di Sant'Ignazio                   | Diocesi di Aitape           | Aitape       |
| Cattedrale del Sacro Cuore di Gesù           | Diocesi di Alotau-Sideia    | Alotau       |
| Cattedrale di Nostra Signora del Sacro Cuore | Diocesi di Bereina          | Bereina      |
| Cattedrale di Nostra Signora dell'Assunzione | Diocesi di Bougainville     | Buka         |
| Cattedrale di San Michele arcangelo          | Diocesi di Bougainville     | Tubiana      |
| Cattedrale di San Gerardo                    | Diocesi di Daru-Kiunga      | Kiunga       |
| Co-Cattedrale di San Luigi di Montfort       | Diocesi di Daru-Kiunga      | Daru         |
| Cattedrale di Maria Aiuto dei Cristiani      | Diocesi di Goroka           | Kefamo       |
| Cattedrale di Nostra Signora del Sacro Cuore | Diocesi di Kavieng          | Kavieng      |
| Cattedrale dello Spirito Santo               | Diocesi di Kerema           | Kerema       |
| Cattedrale di Maria Aiuto dei Cristiani      | Diocesi di Kimbe            | Kimbe        |
| Cattedrale di Maria Aiuto dei Cristiani      | Diocesi di Kundiawa         | Kundiawa     |
| Cattedrale di Santa Maria                    | Diocesi di Lae              | Lae          |
| Cattedrale dello Spirito Santo               | Arcidiocesi di Madang       | Madang       |
| Cattedrale della Madre del Divino Pastore    | Diocesi di Mendi            | Mendi        |
| Cattedrale della Santissima Trinità          | Arcidiocesi di Mount Hagen  | Mount Hagen  |
| Cattedrale di Santa Maria                    | Arcidiocesi di Port Moresby | Port Moresby |
| Co-Cattedrale di San Francesco Saverio       | Arcidiocesi di Rabaul       | Rabaul       |
| Cattedrale del Sacro Cuore                   | Arcidiocesi di Rabaul       | Vunapope     |
| Pro-Cattedrale della Santa Croce             | Diocesi di Vanimo           | Vanimo       |
| Cattedrale del Buon Pastore                  | Diocesi di Wabag            | Sangurap     |
| Cattedrale di Cristo Re                      | Diocesi di Wewak            | Wewak        |

## Cattedrali anglicane
| Cattedrale                          | Arcidiocesi o Diocesi             | Località     |
| ----------------------------------- | --------------------------------- | ------------ |
| Cattedrale di San Giovanni          | Diocesi anglicana di Port Moresby | Port Moresby |
| Cattedrale della Resurrezione       | Diocesi anglicana di Popondetta   | Popondetta   |
| Cattedrale dei Santi Pietro e Paolo | Diocesi anglicana di Dogura       | Dogura       |